# Steve Van Buren
Pro Football Hall of Fame 1965
(en) Statistiques sur pro-football-reference
Stephen W. Van Buren, né le 28 décembre 1920 à La Ceiba (Honduras), et mort le 23 août 2012 à Lancaster, en Pennsylvanie d'une pneumonie, est un joueur américain de football américain ayant évolué au poste de running back.
Étudiant à l'Université d'État de Louisiane, il a joué pour les Tigers de LSU.
Il fut drafté en 1944 à la 3e place (premier tour) par les Eagles de Philadelphie. Il fera toute sa carrière dans cette franchise, qui l’honorera en retirant son numéro 15. Il remportera l'équivalent du Super Bowl moderne en 1948 et 1949.
Il fut sélectionné sept fois en All-Pro (1944, 1945, 1946, 1947, 1948, 1949 et 1950).
Il a intégré le Pro Football Hall of Fame en 1965 et fait partie de l'équipe NFL de la décennie 1940.